# فوسيني داودا
فوسيني داودا هو لاعب كرة قدم كندي في مركز الدفاع، ولد في 29 مايو 1975 في أكرا في غانا. لعب مع فانكوفر وايتكابس.